# الاشتباكات الإسرائيلية الفلسطينية 2021
الاشتباكات الإسرائيلية الفلسطينية 2021 أو مواجهات القدس 2021 أو هبة أيّار هي اشتباكاتٌ بدأت بتوترٍ بين متظاهرين فلسطينيين وشرطة إسرائيل في 6 مايو 2021 نتيجة قرار المحكمة الإسرائيلية العليا بشأن إخلاء سبع عائلات فلسطينية من منازلها في حي الشيخ جراح في الجانب الشرقي من البلدة القديمة في القدس لإسكان مستوطنين إسرائيليين.
تفجرت الأحداث مساء يوم جمعة الوداع في 7 مايو 2021 الموافق 25 رمضان 1442، بعدما اقتحم آلاف من جنود الشرطة الإسرائيلية -في عمليةٍ استفزازيةٍ- باحات المسجد الأقصى واعتدوا على المصلين ما أسفر عن إصابة أكثر من 205 مدني فلسطيني في المسجد الأقصى وباب العامود والشيخ جراح. كما وقعت مواجهات عنيفة صباح يوم الاثنين 10 مايو 2021 الموافق 28 رمضان 1442 هـ بعد اقتحام آلاف من أفراد الشرطة الإسرائيلية المسجد الأقصى وأسفرت عن إصابة أكثر من 331 مدني فلسطيني كان بينهم 7 حالات خطرة للغاية ومسعفون وصحفيون في المسجد ومحيط البلدة القديمة. تزامنت المواجهات مع الأيام العشر الأواخر من شهر رمضان 1442 هـ بالنسبة للفلسطينيين، ويوم دمج شطري القدس بالنسبة للإسرائيليين. انتهت الاشتباكات بوقف لإطلاق النار دخل حيز التنفيذ في الساعة الثانية فجرًا من يوم الجمعة 21 مايو، وذلك بوساطة دولية قادتها مصر.

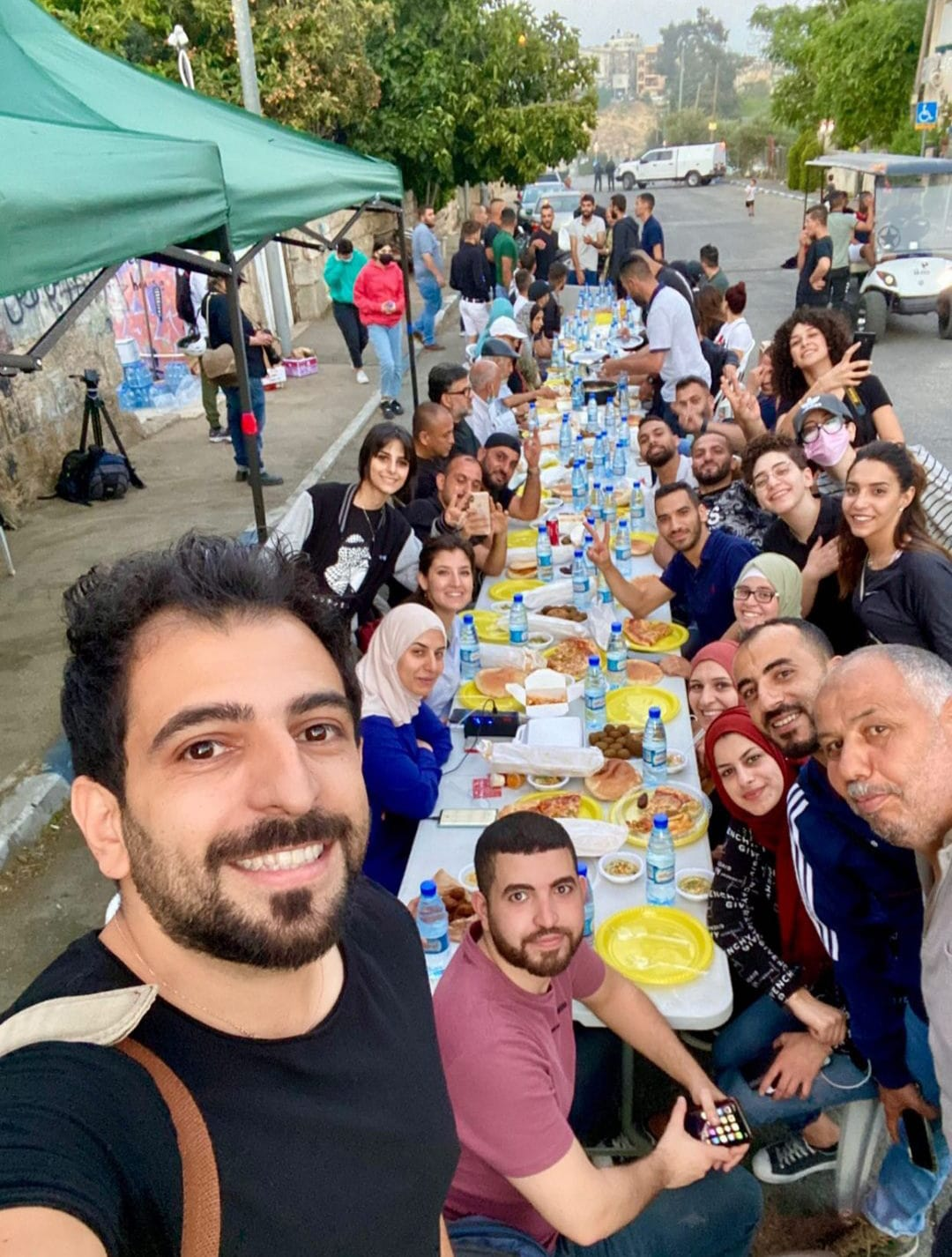
إفطار رمضاني في حي الشيخ جراح حيث يتم التضامن مع أهالي الحي وإعداد الطعام للمتضامنين الصائمين في الشيخ جراح.

## التصعيد

### القدس

#### حي الشيخ جراح
نظم فلسطينيون وقفة تضامنية مع أهالي حي الشيخ جراح الذين يواجهون قرارًا من المحكمة الإسرائيلية العليا بإخلاء 7 عائلات فلسطينية من سكان الحي من منازلهم لإسكان مستوطنين إسرائيليين مكانهم. ردت الشرطة الإسرائيلية باستخدام الرصاص المعدني المغلف بالمطاط وقنابل الصوت واعتدت على المشاركين واعتقلت 6 من سكان الحي وأصابت أكثر من 136 فلسطيني.

#### المسجد الأقصى
تفجرت الأحداث مساء يوم جمعة الوداع في 7 مايو 2021 الموافق 25 رمضان 1442، بعدما اقتحم آلاف من جنود الشرطة الإسرائيلية باحات المسجد الأقصى واعتدوا على المصلين ما أدى لإصابة أكثر من 205 فلسطيني في المسجد الأقصى وباب العامود والشيخ جراح.

### قطاع غزة
نتيجة الأحداث التي شهدها حي الشيخ جراح، والمسجد الأقصى والأحداث العنيفة التي وقعت صباح يوم الاثنين 10 مايو 2021 الموافق 28 رمضان 1442 هـ بعد اقتحام آلاف من أفراد الشرطة الإسرائيلية المسجد الأقصى وأسفرت عن إصابة أكثر من 331 فلسطيني بينهم 7 حالات خطرة للغاية ومسعفون وصحفيون في المسجد ومحيط البلدة القديمة. أصدرت كتائب عز الدين القسام -الجناح العسكري لحركة حماس- في الرابعة وخمس وأربعين دقيقة بيانًا تقول فيه إنّ قيادة المقاومة تُمهل إسرائيل حتى السادسة مساءً لسحب جنودها من الأقصى وإطلاق سراح المعتقلين.
سُمعت عند الساعة الـ 05:43 مساءً دوي انفجاراتٍ في محيط معبر بيت حانون-إيريز شمالي قطاع غزة، وفي تمامِ الساعة الـ 06:04 أُطلقت رشقة صاروخية من قطاع غزة باتجاه المستوطنات الإسرائيليّة وذلك مع انتهاءِ المهلة التي حددتها قيادة المقاومة.

### مدن الداخل

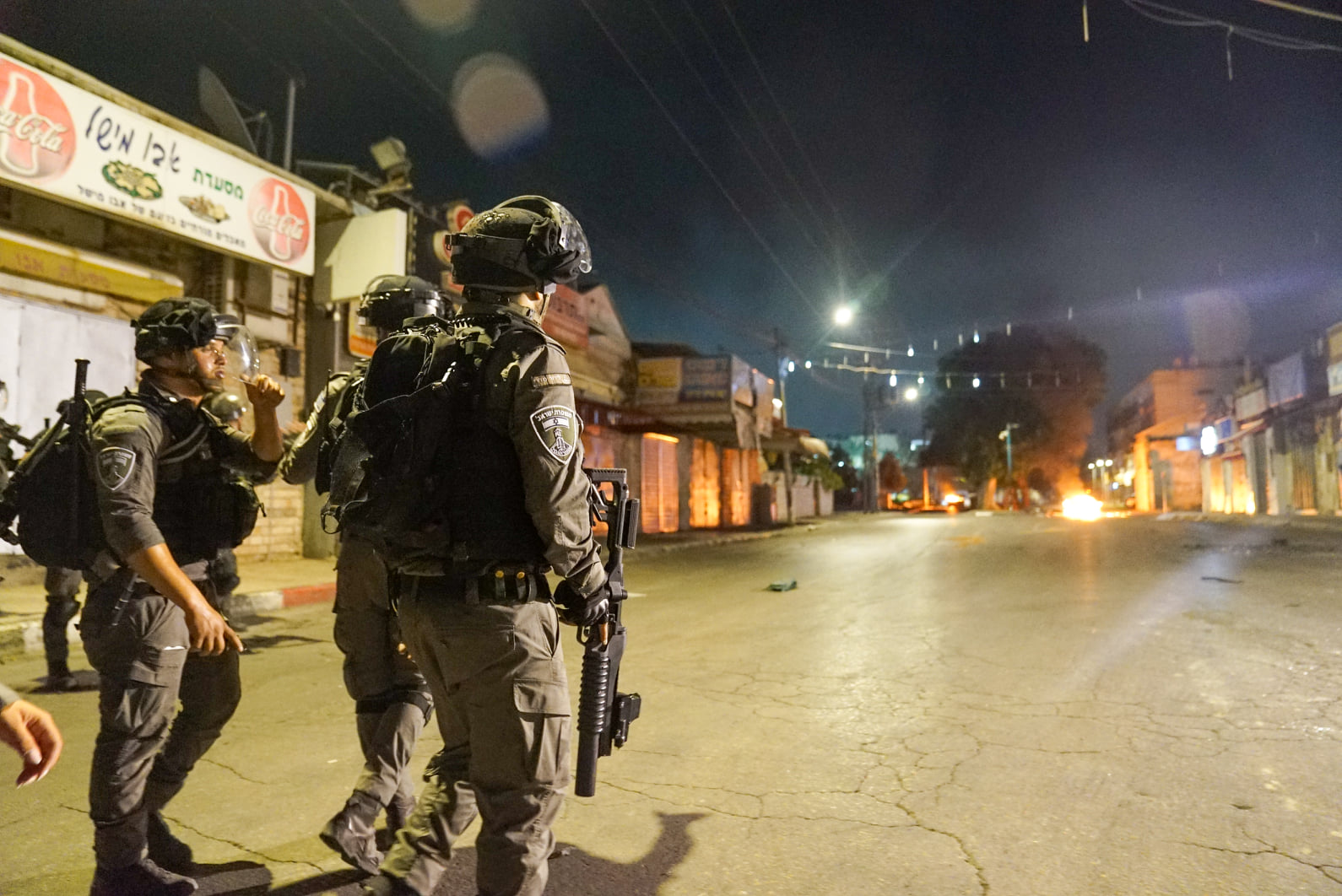

في 11 مايو 2021 أقدم مسلحٌ إسرائيلي على قتلِ شابٍ فلسطيني من مدينة اللد داخل الخط الأخضر وأصابَ آخرين بجروح.
اندلعت احتجاجات واشتباكات أخرى في مدينة اللد حتى فرضت الشرطة الإسرائيلية حظرًا للتجوال في المدينة اعتبارًا من الساعة الثامنة من مساء 12 مايو 2021.
هاجمَ «متطرفون إسرائيليون» حوالي التاسعة مساءً فلسطينيين في عددٍ من المدن منها طبريا وحيفا واللد ويافا، حيث اعتدوا بالضربِ على فلسطينيين في مناطق متفرقة كما كسروا بعض المحال التجاريّة وخربوا أخرى وسطَ حمايةٍ من قوات الاحتلال.
في بات يام هاجم «متطرفون إسرائيليون» المتاجر العربية واعتدوا بالضرب على المارة، كما تعرض سائق دراجة نارية للضرب في الشارع بعدما ارتابوا بأنه عربي.
في 13 مايو 2021 اندلعت في التاسعة مساءً مواجهات جديدة بين الشرطة الإسرائيلية وشبان من فلسطينيي الداخل في مدينة حيفا.

### الضفة الغربية
في 14 مايو 2021 قتل الجيش الإسرائيلي والمستوطنون الإسرائيليون 11 فلسطينيًا في الضفة الغربية (وفقًا لوزارة الصحة الفلسطينية)، ليرتفع العدد الإجمالي للشهداء الفلسطينيين في الضفة منذ 10 مايو 2021 إلى 13 فلسطينيًا على الأقل.

### الحدود اللبنانية
في 13 مايو 2021 أطلقت ثلاثة صواريخ من مخيم الرشيدية للاجئين الفلسطينيين في لبنان عبر الحدود اللبنانية، وسقطت في البحر الأبيض المتوسط. ونفى حزب الله مسؤوليته عن إطلاق الصواريخ وانتشرت قوات الجيش اللبناني في المخيم وعثرت على عدة صواريخ هناك.
وأطلقت مجموعة أخرى من الصواريخ (في 19 مايو) باتجاه خليج حيفا ولم يذكر وقوع إصابات كما لم تتبنى أي جهة إطلاقها.
وفي المظاهرات المنددة بالسياسات الإسرائيلية احتجت حشودٌ لبنانية عند الشريط الحدودي وحاول البعض اقتحامه، ما أسفر عن الإشتباك مع حرس الحدود الإسرائيلي وأدى لمقتل شاب لبناني «قال حزب الله إنه أحد عناصره» وإصابة آخر.

### الحدود الأردنية
يوم الجمعة الموافق 14 مايو 2021 انطلقت مظاهرة من الأردن وحاول مئات المتظاهرين الأردنيين دخول الأراضي الفلسطينية لأول مرة.

### الحدود السورية
في 15 مايو أعلن الجيش الإسرائيلي إطلاق عدة صواريخ من سوريا باتجاهه وقال إنها لم تسبب أية أضرار وسقطت داخل الحدود السورية أو في مناطق مفتوحة، ولم تعلن أي جهة تبنيها لعملية الإطلاق أو تأكيدها.

## الحراك الدبلوماسي وردود الفعل الدولية
طلبت الصين والنرويج وتونس عقد اجتماع عام لمجلس الأمن التابع للأمم المتحدة في 14 مايو 2021 إلا أن الولايات المتحدة اعترضت. اجتمع المجلس على انفراد مرتين لكنه لم يتمكن من الاتفاق على بيان بسبب اعتراضات الولايات المتحدة.
في 12 مايو أُعلن عن إرسال هادي عمرو -نائب مساعد وزيرة الخارجية الأمريكية للشؤون الإسرائيلية الفلسطينية والصحافة والدبلوماسية العامة- إلى الشرق الأوسط «على الفور». ولم تُظهر جهود الهدنة التي تبذلها مصر وقطر والأمم المتحدة حتى ذلك الحين أي مؤشر على إحراز تقدم.
في 13 مايو -وبعد وصول الصواريخ المنطلقة من غزة إلى تل أبيب- قامت الخطوط الجوية البريطانية وكثير من شركات الطيران بتعليق الرحلات الجوية إلى مطار بن غوريون في اللد، فيما قامت السلطات الإسرائيلية بإلغاء أو تحويل الرحلات الجوية الأخرى إلى مطارات دول محاورة كقبرص واليونان أو إلى مطار «رامون» بالقرب من إيلات، وهي المرة الأولى التي تستخدم فيها إسرائيل هذا المطار بديلًا عن مطار بن غوريون. ذُكر أن وزير الخارجية الروسي قال إن حماس على استعداد لوقف إطلاق النار على «أساس متبادل»، لكن نتنياهو أبلغ حكومته أن إسرائيل رفضت العرض. كما ذُكِر أنه جرت دراسة خطة إسرائيلية لاجتياح بري لغزة، إلا أن تلك الخطة لم يُوافق عليها.
دعا الأمين العام للأمم المتحدة أنطونيو غوتيريش إلى وقفٍ فوريٍّ لإطلاق النار «احترامًا لروح العيد» -في إشارةٍ إلى عيد الفطر- وهو عيد إسلامي يوافي نهاية شهر رمضان المبارك.
في 17 مايو تلقى سفير فلسطين لدى المملكة المتحدة حسام زملط رسالة رسمية من إدارة شركة «فيسبوك» و«واتساب» و«انستغرام» أعربت فيها عن اعتذارها لما جاء في الشكوى التي تقدمت بها دولة فلسطين عن تقاعس الشركة عن مسؤولياتها القانونية والأخلاقية في احترام القانون الإنساني الدولي وحق الشعب الفلسطيني في التعبير عن الاضطهاد الذي يتعرض له، والنضال من أجل إنهائه، وذلك إثر حملات شعبية لخفض تصنيف هذه التطبيقات على غوغل مما انعكس سلبًا على سعر سهم الشركة في السوق المالية.
وأقرت الرسالة بأخطاء الشركة في التعامل مع مستخدمي منصات التواصل الاجتماعي من الفلسطينيين، وحذف منشورات وإغلاق حسابات بسبب استخدام كلمات مثل الأقصى المبارك. وأكدت الرسالة نية الشركة تصحيح هذه الأخطاء.
وطالبت مجموعة شملت خمسين ومئتي موظفٍ في شركة جوجل في بيانٍ داخليٍّ بضرورة دعم الفلسطينيين وحماية الخطاب المعادي للصهيونية، واعترضت على «الخلط بين إسرائيل والشعب اليهودي»، وأكد البيان على أن «معاداة الصهيونية ليست معاداةً للسامية».
واستدعت الكويت سفير تشيكيا احتجاجًا على نشره صورة مؤيدة لإسرائيل مطالبة بترحيله بعد قيامه بنشر ملصق على الإنترنت، ما دفعه للاعتذار بعد الاستدعاء من قبل الخارجية الكويتية والاحتجاج. وبحسب البيان فإن «ذلك التصرف المرفوض -وما يشكله من إساءةٍ بالغةٍ للمشاعر في دولة الكويت على المستويين الرسمي والشعبي- لايتناسب وطبيعة الوظيفة الدبلوماسية».
في 15 مايو أعلنت النمسا رفع علم إسرائيل فوق مبنى المستشارية كنوع من التضامن مع الجانب الإسرائيلي في الحرب ، رداً على ذلك أعلن وزير خارجية إيران (جواد ظريف) إلغاء زيارة مقررة له إلى النمسا.
في 23 مايو أنير برج كوالمبور لمدة أسبوع وكذلك جسر مشاة عملاق فيها بألوان العلم الفلسطيني، للتعبير عن تضامن ماليزيا والشعب الماليزي مع الشعب الفلسطيني.

## ردود الفعل الفلسطينية والإسرائيلية

### الفلسطينية
أصدرت وزارة الخارجية والمغتربين الفلسطينية بيانًا طالبت فيه «مجلس الأمن بتوفير الحماية لشعبنا مؤكدة أن ذلك ليس امتيازًا أو منّة، وإنما واجب وحق مشروع لشعب تحت الاحتلال يواجه أشكال البطش والجرائم التي عبرت عنها الجنائية الدولية وتعاملت معها كجرائم حرب وجرائم ضد الانسانية»، كما دعت مجلس الأمن الدولي إلى تحمل مسؤولياته القانونية والأخلاقية تُجاه الشعب الفلسطيني. أيضًا أدانت الوزارة في بيانها «الاعتداءات الوحشية المتواصلة التي ترتكبها شرطة الاحتلال على مدار الساعة ضد المواطنين المقدسيين، في محاولة لتفريغ باحات المسجد الاقصى المبارك من الفلسطينيين وإحكام الاستيلاء عليه، لكسر إرادة الشبان المقدسيين الذين يدافعون عنه»، كما استنكرت الاقتحام الهمجي لباحات المسجد الأقصى، وتحويله إلى «ساحة حرب ومواجهة حقيقية».
أعلنت قيادة المقاومة الفلسطينية منحها للاحتلال الإسرائيلي مهلةً حتى الساعة السادسة مساءً لسحب قواته من المسجد الأقصى، حيث قال المتحدث الرسمي الإعلامي لكتائب الشهيد عز الدين القسام أبو عبيدة: «إن قيادة المقاومة في الغرفة المشتركة تمنح الاحتلال مهلةً حتى الساعة السادسة من مساء اليوم لسحب جنوده ومغتصبيه من المسجد الأقصى المبارك وحي الشيخ جراح، والإفراج عن كافة المعتقلين خلال هبة القدس الأخيرة، وإلا فقد أعذر من أنذر»، كما أعلنت كتائب المقاومة الوطنية أنها حسمت خياراتها وستكون لها كلمة الفصل ردًا على مجريات الأحداث في القدس والأقصى.
خرجت مسيرات فلسطينية شعبية كبيرة ردًا على مواجهات القدس، حيث شملت عددًا من المدن الفلسطينية ومنها نابلس والخليل ورام الله وبيت لحم وقلقيلية، حيث دارت مواجهاتٌ عنيفةٌ بين الفلسطينيين والجيش الإسرائيلي، وتذكر المصادر أنه قد سُجل عددٌ من الإصابات بالاختناق والرصاص المطاطي والحي، كما اعتُقل عددٌ من الشبان.
أعلن الرئيس الفلسطيني محمود عباس في 10 مايو 2021 إلغاء مظاهر عيد الفطر كافة، وتنكيس الأعلام والحداد. كما أصدر بيانًا قال فيه إن «الاقتحام الوحشي والاعتداء على المصلين في المسجد الأقصى المبارك وساحاته يشكل تحديًا جديدًا للمجتمع الدولي».

### الإسرائيلية
في 9 مايو 2021 أجلت المحكمة العليا الإسرائيلية القرار المتوقع بشأن عمليات الإخلاء لمدة 30 يومًا، بعد تدخل المدعي العام أفيخاي ماندلبليت.
ودافع رئيس الوزراء الإسرائيلي بنيامين نتنياهو عن أفعال الشرطة الإسرائيلية، وقال إن إسرائيل «لن تسمح لأي عنصر راديكالي بتقويض التهدئة». وقال أيضًا «نرفض بشدة الضغط لعدم البناء في القدس».
أعلن مجلس الوزراء الإسرائيلي في 10 مايو 2021 اتفاقه على شن عملية عسكرية على قطاع غزة ردًا على إطلاق الصواريخ. الذي جاء بدوره ردًا على قيام الجيش الإسرائيلي بإخراج وطرد عدد من العائلات في حي الشيخ جراح في القدس.
أدان الرئيس الإسرائيلي رؤوفين ريفلين أعمال الشغب في اللد ووصفها بأنها مذبحة.

## طالع أيضًا
- 2021 في فلسطين
- الوضع السياسي للقدس